# Henrique (football, 1982)
Pour les articles homonymes, voir Henrique.
Henrique Da Silva Gomes dit Henrique est un  footballeur brésilien né le 20 août 1982 à Rio de Janeiro (Brésil). Il joue au poste de défenseur.

## Biographie
Henrique naît à Rio de Janeiro où il grandit au sein de la favela de Parque Union (pt), dans le nord de la ville, peuplée de 180 000 habitants.
À 12 ans, il participe à un plateau, et c'est là qu'il est repéré. Il part alors terminer sa formation à Grêmio pendant trois ans, avant de revenir à Rio, au Botafogo FR à 15 ans. Il signe son premier contrat professionnel avec ce club à 16 ans et demi et joue son premier match à 17 ans, à l'occasion d'un derby contre Flamengo devant 92 000 personnes.
Il reste à Botafogo jusqu'en 2005. À cette époque (durant les années 2005 et 2006), repéré par Marcel Husson, il fait quelques essais dans des clubs français (Dijon FCO et le FC Metz) mais est contraint de retourner au Brésil et passe alors par le club d'Andira EC (état du Paraná),,.
En 2006, il est censé rejoindre le FC Bleid qui évolue en quatrième division belge et où travaille à l'époque Marcel Husson, adjoint de Pascal Carzaniga,,. Mais alors qu'il n'a finalement pas joué le moindre match officiel avec l'équipe belge, il est repéré lors d'un match amical à Nancy par les recruteurs du Stade de Reims. Henrique joue 32 matchs de Ligue 2 sous les couleurs du club, de janvier 2007 à juin 2008, mais son contrat n'est pas renouvelé. Il reste alors sans club pendant 4 mois.
En janvier 2009 il signe pour 6 mois au CSO Amnéville, où Pascal Carzaniga est maintenant entraîneur et participe grandement à la montée du club de CFA 2 en CFA,. En fin de saison, il signe chez le promu en National (troisième division), le FC Rouen.
Il joue à Besançon RC de 2010 à 2012, dans le championnat de CFA (quatrième division) une saison puis en National après le titre de champion de CFA en 2011. À la suite de la faillite du BRC, il quitte le club pour rejoindre l'AS Beauvais, équipe de CFA.
Il est mis à l'essai fin 2015 à Angoulême (CFA2).

## Palmarès
- Vainqueur de la Coupe du Luxembourg en 2018 avec le RFCU Luxembourg
- Premier du groupe B du championnat de France amateur en 2011 avec le Besançon RC